# Gunnebo
Gunnebo – miejscowość (tätort) leżąca na wschodnim wybrzeżu Szwecji w pobliżu miasta Västervik. Miejsce powstania fabryki będącej początkiem koncernu Gunnebo. Liczba ludności: 1013 mieszkańców w 2000 roku.